# Újkér
Újkér község Győr-Moson-Sopron vármegyében, a Soproni járásban. Központjától többé-kevésbé elkülönülő településrészei Alszopor, Felszopor és Makkoshetye.

## Fekvése
A vármegye déli, a Kisalföld nyugati szélén terül el, a Répce síkján; utóbbi a Nyugat-Magyarországi-peremvidék és a Kisalföld határán, a Sopron-Vasi-síkság középtájban található. A síkságot délről a Répce határolja, kelet felől a Kisalföld (azon belül is a Kapuvári-sík); délnyugatról a Kőszegi-hegység, észak felől pedig az Ikva és annak síkja jelenti a természetes határokat. Nyugaton nincs természetes határa a kistájnak, itt az államhatár adja a kistáj peremét. Földtanilag a nyugat-magyarországi kavicstakarón foglal helyet, a Kardos-ér és a Metőc-patak vízgyűjtő területéhez tartozik.
A közvetlenül határos települések: észak felől Nemeskér, északkelet felől Pusztacsalád, kelet felől Iván, dél felől Simaság és Iklanberény, délnyugat felől Tormásliget, nyugat felől pedig Egyházasfalu. Közigazgatási területe északon egy rövid szakaszon érintkezik még az amúgy távolabb fekvő Sopronkövesd határszélével is.

### Megközelítése
A településen dél-északi irányban végighúzódik a 84-es főút, ezért ez a legfontosabb közúti elérési útvonala; központján áthalad még kelet-nyugati irányban az Ivántól Szakonyig húzódó 8623-as út is.
Különálló településrészei közül Felszopor dél felől csaknem összenőtt a központjával; a 84-es főútról kelet felé letérve érhető el. Alszopor a 84-estől Horvátzsidányig vezető 8624-es út mellett fekszik, az elágazástól nem messze, míg Makkoshetye ugyanezen útról dél felé letérve, a 86 102-es számú mellékúton közelíthető meg.
A hazai vasútvonalak közül a Sopron–Szombathely-vasútvonal érinti, amely közvetlenül a nyugati határszéle mellett halad el. A vasútnak újkéri területen nincs megállási pontja, habár van a község nevét viselő megállóhelye, az azonban Egyházasfalu területén, Újkértől jó 2 kilométerre nyugatra helyezkedik el, a 8623-as út vasúti keresztezése mellett, és mai nevét csak 1950-ben kapta meg, előtte az önállóságától időközben megfosztott Keresztény település nevét viselte.

## Közélete

### Polgármesterei
- 1990–1994: Fodor János (független)[4]
- 1994–1998: Fodor János (független)[5]
- 1998–2002: Potyondi Gyula (független)[6]
- 2002–2006: Potyondi Gyula (független)[7]
- 2006–2010: Hettlinger Károly (független)[8]
- 2010–2014: Hettlinger Károly (független)[9]
- 2014–2019: Hettlinger Károly (független)[10]
- 2019–2024: Sulyok Balázs József (független)[11]
- 2024– : Sulyok Balázs József (független)[1]

## Népesség
A település népességének változása:
| Lakosok száma | 971  | 956  | 977  | 1006 | 971  | 981  | 976  |
|               | 2013 | 2014 | 2015 | 2021 | 2022 | 2023 | 2024 |

A 2011-es népszámlálás során a lakosok 81,5%-a magyarnak, 0,3% horvátnak, 1,5% németnek mondta magát (17,3% nem nyilatkozott; a kettős identitások miatt a végösszeg nagyobb lehet 100%-nál). A vallási megoszlás a következő volt: római katolikus 60,3%, református 1,3%, evangélikus 11,6%, görögkatolikus 0,2%, felekezeten kívüli 2,7% (22,9% nem nyilatkozott).
2022-ben a lakosság 91,8%-a vallotta magát magyarnak, 2,7% németnek, 0,3% cigánynak, 0,3% románnak, 0,3% ukránnak, 0,3% horvátnak, 0,1-0,1% görögnek, örménynek, bolgárnak és szlovénnek, 2,5% egyéb, nem hazai nemzetiségűnek (6,9% nem nyilatkozott; a kettős identitások miatt a végösszeg nagyobb lehet 100%-nál). Vallásuk szerint 51,5% volt római katolikus, 10,2% evangélikus, 2% református, 0,4% görög katolikus, 0,2% izraelita, 1% egyéb keresztény, 0,6% egyéb katolikus, 5,3% felekezeten kívüli (28,8% nem válaszolt).

## Nevezetességei
- Újkéri római katolikus templom, műemlék
- Szopori római katolikus templom (13. század), műemlék
- Műemlék jellegű tájház (épült 1785-ben)

Az újkéri templom tulajdonosa a Győri Egyházmegye, kezelője az Újkéri Egyházközség. A szopori templom egy ideig evangélikus templom volt, de jelenleg ismét a katolikus egyház tulajdonába tartozik.
A tájház kezelője és tulajdonosa az Önkormányzat.
Egyéb települési értékek:
- kerekes kút a templom előtt
- két régi tűzoltókocsi kiállítva közterületen (Újkéren és Alszoporon egy-egy)

## Képgaléria

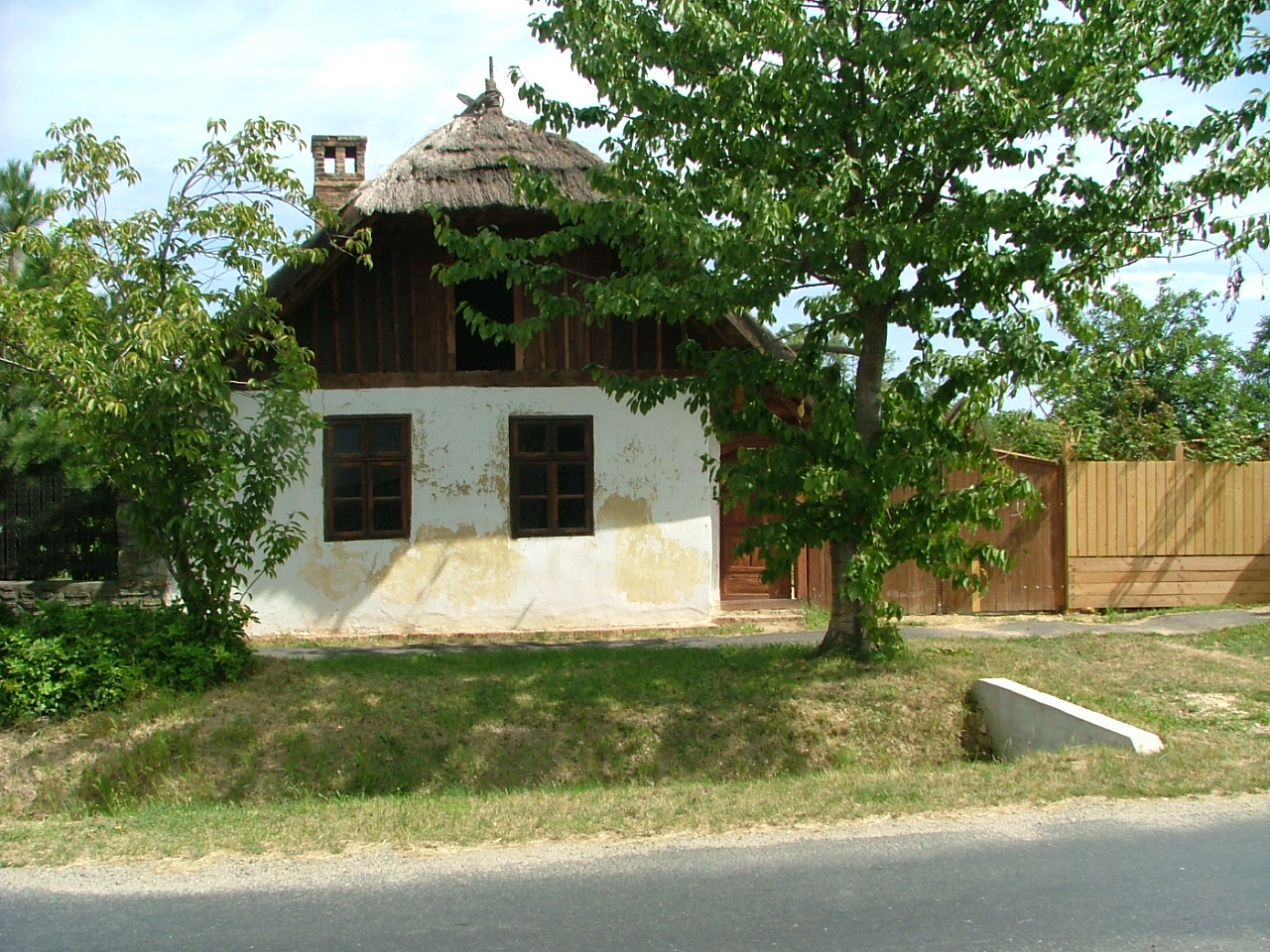
Műemlék parasztház
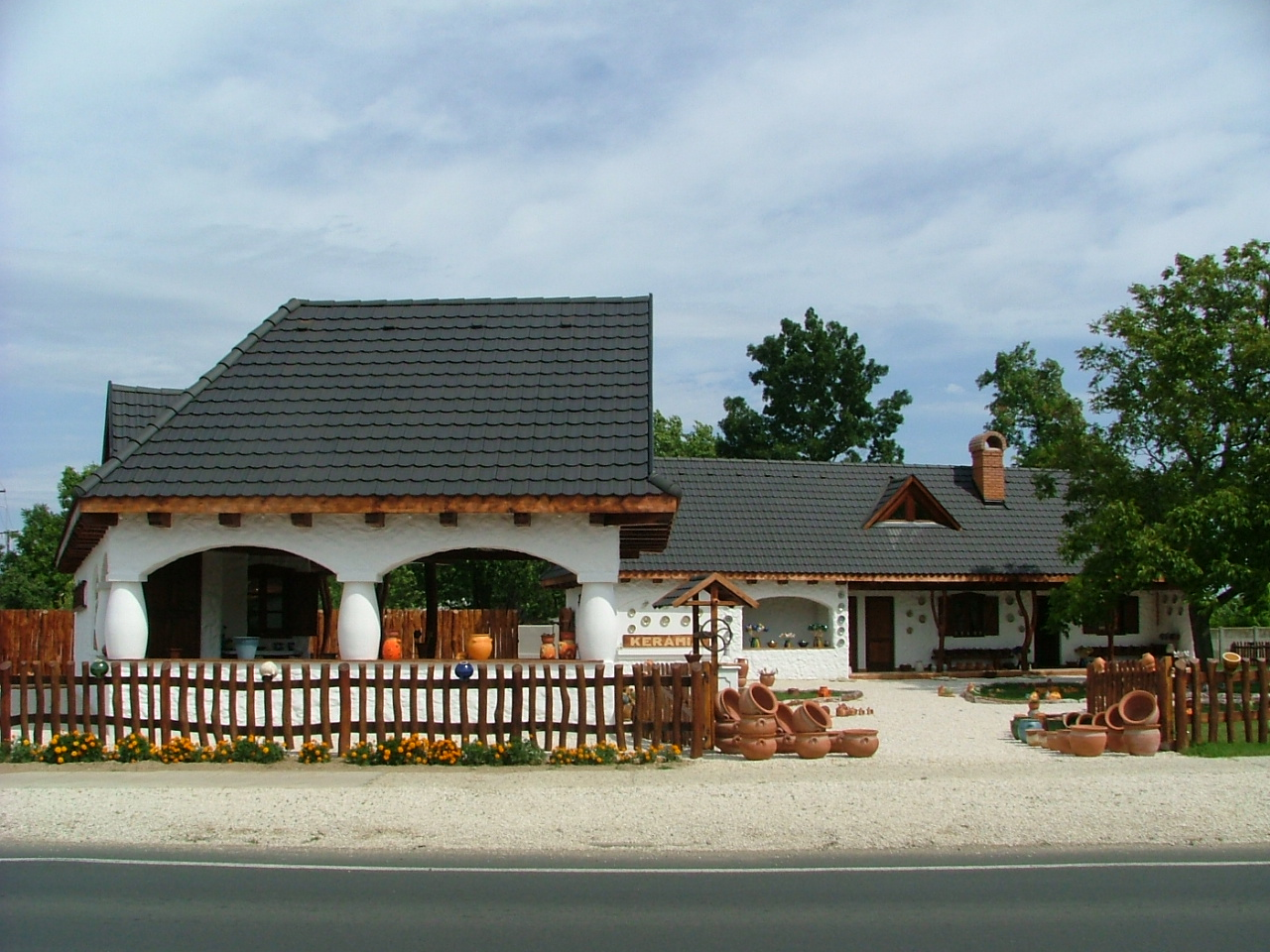
A kerámiamanufaktúra
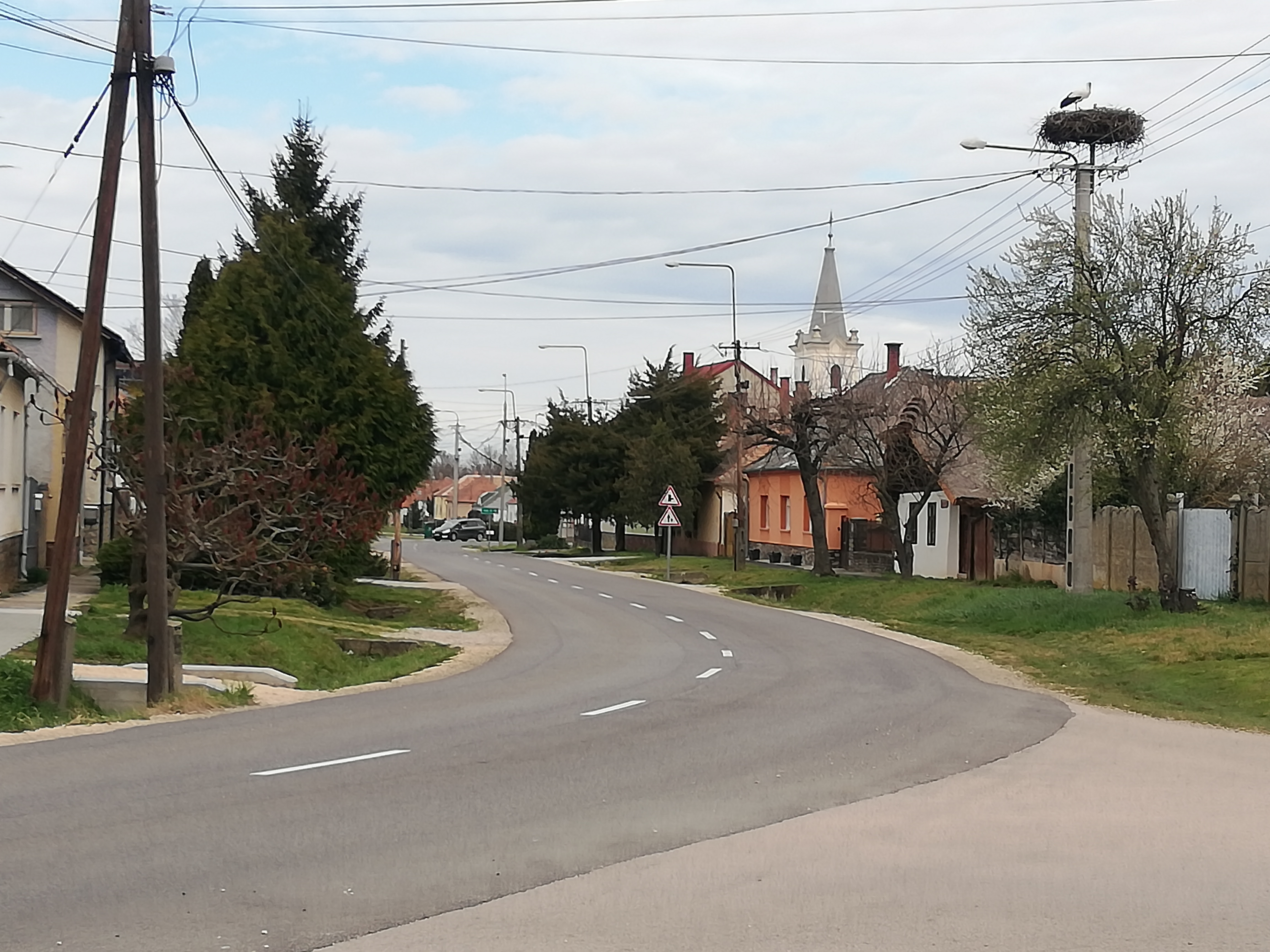
Újkér főutcája a falurész központjában, észak felé
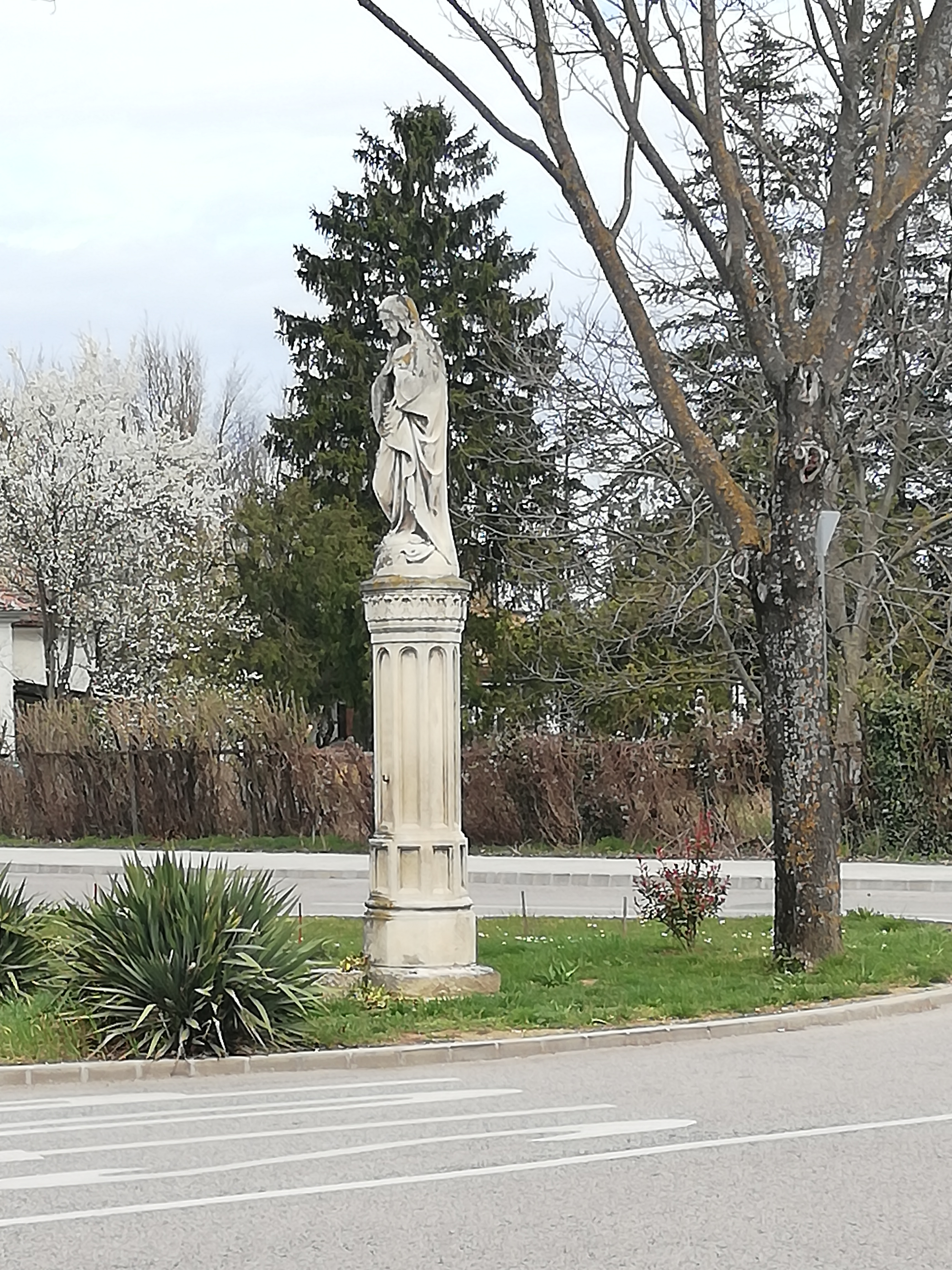
Kőszent a 84-es főút mellett
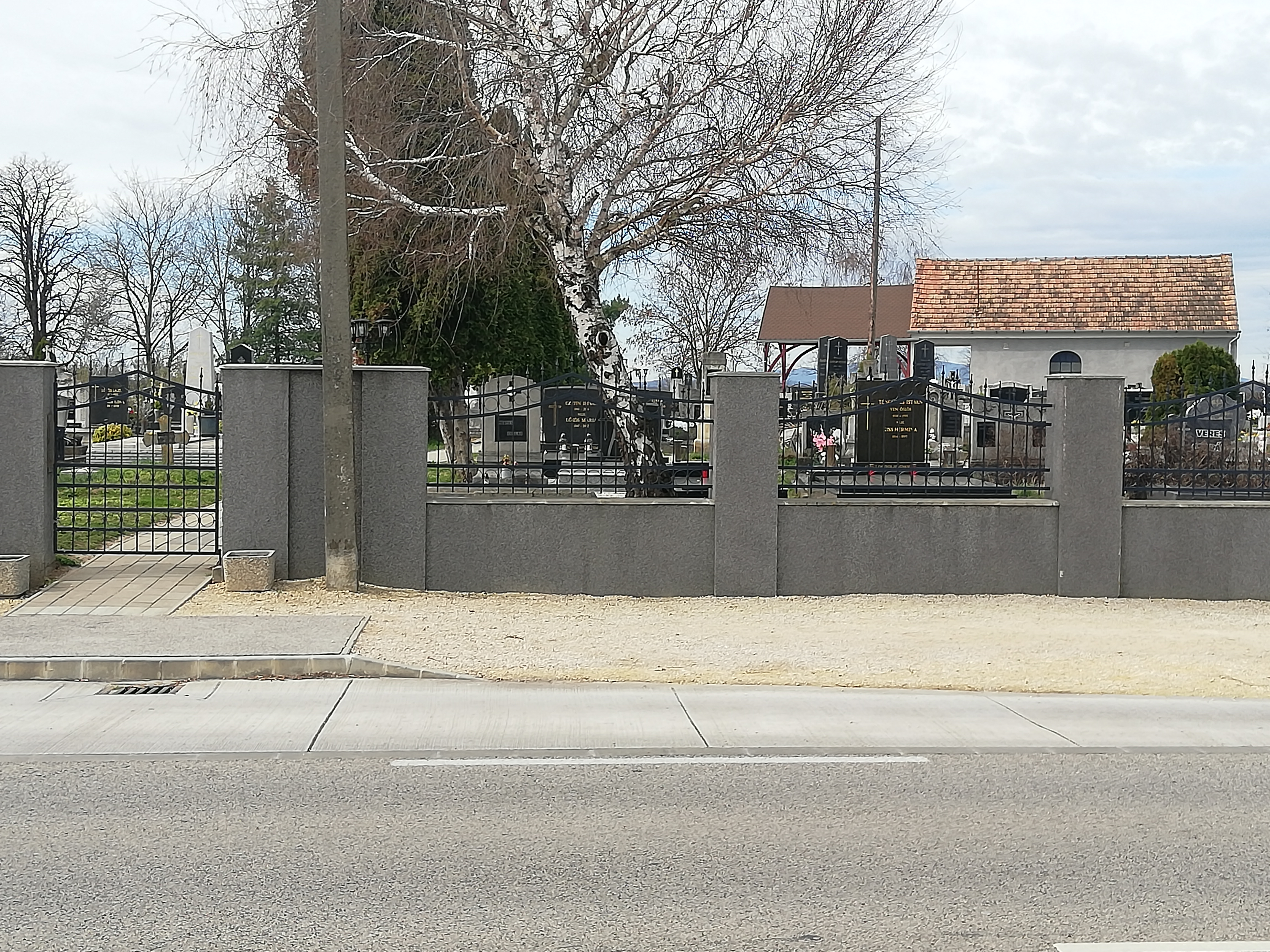
Újkér temetője
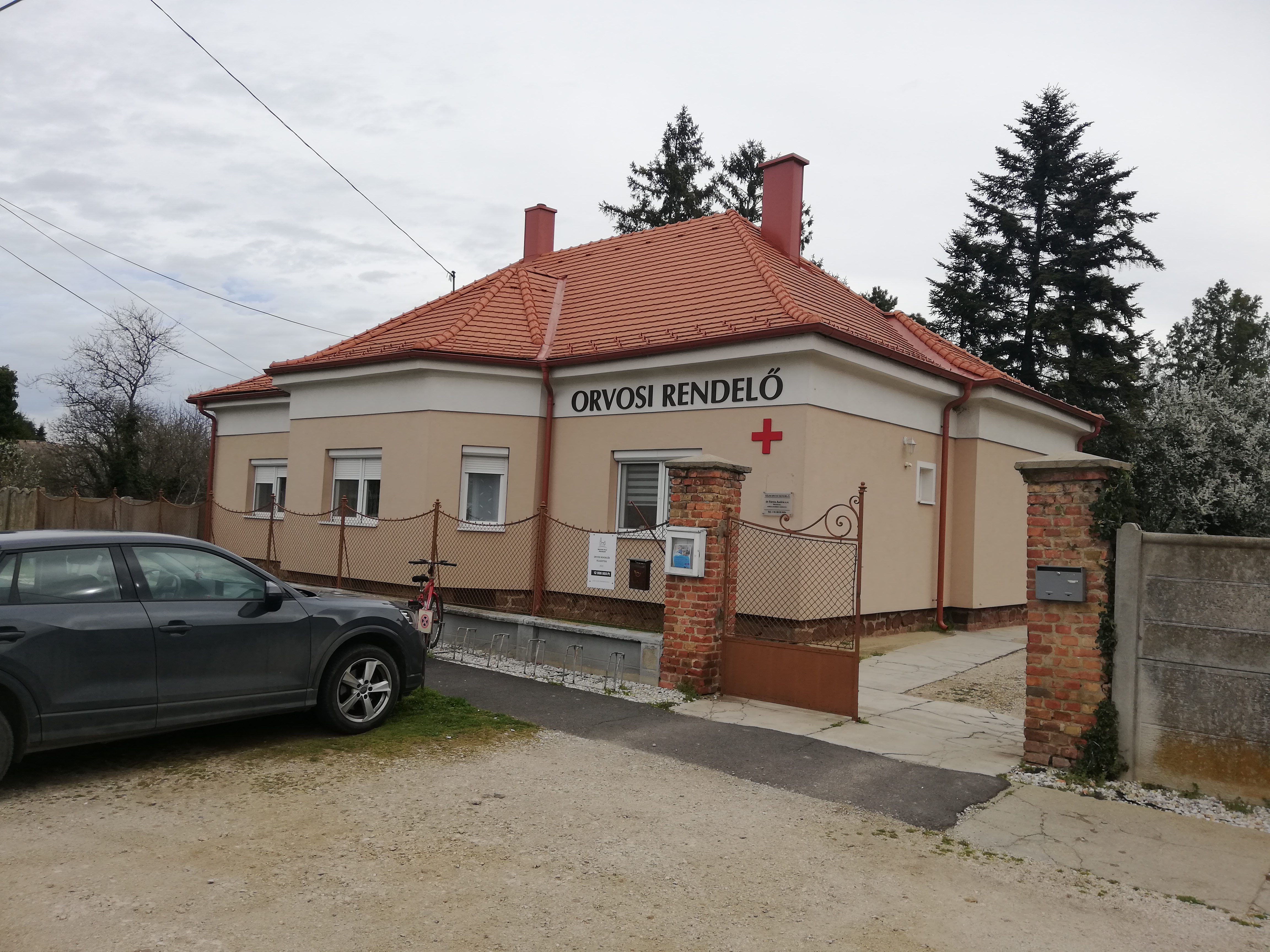
Orvosi rendelő
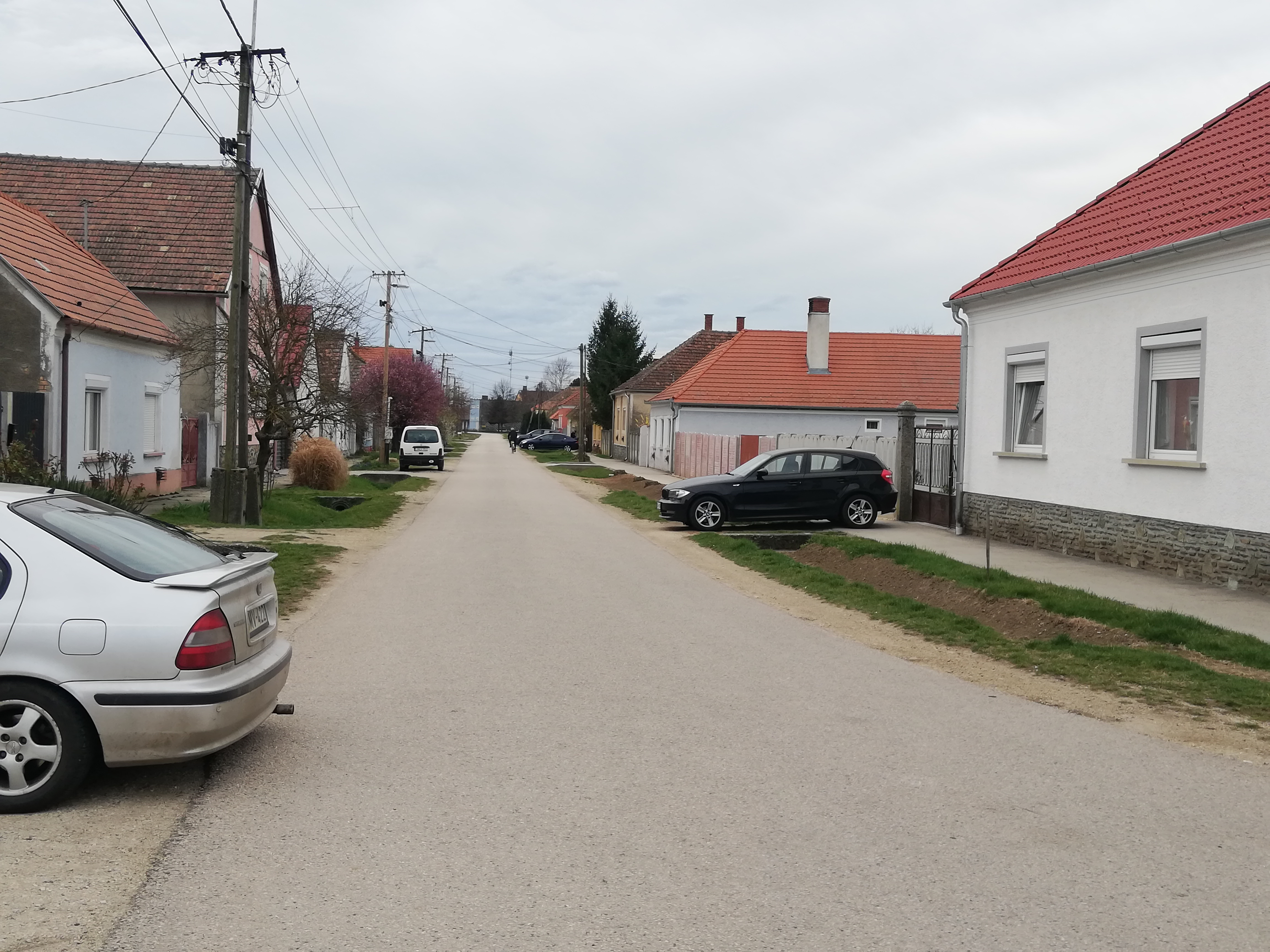
Újkér főutcája a rendelőtől dél felé nézve
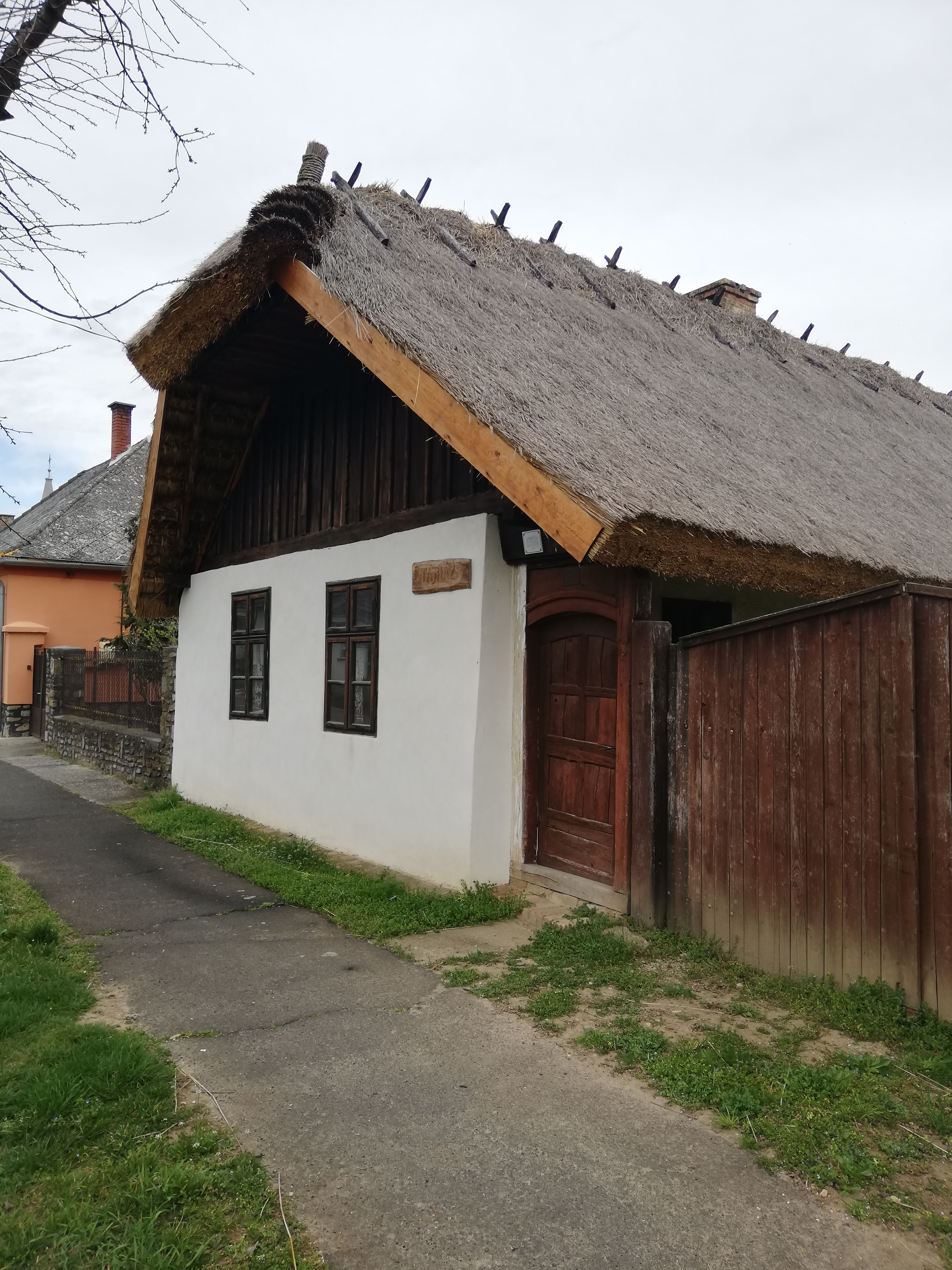
Tájház
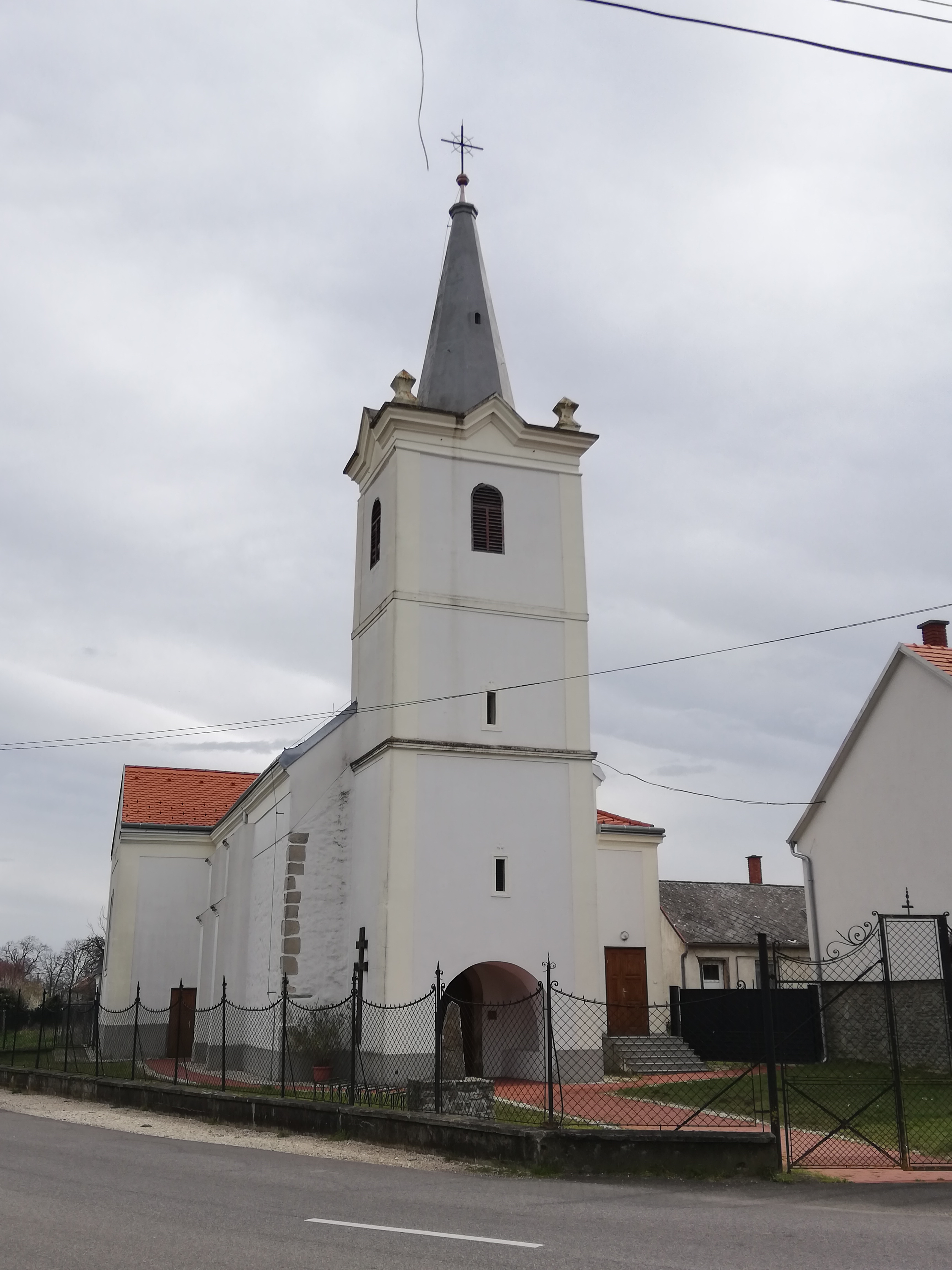
Az újkéri katolikus templom
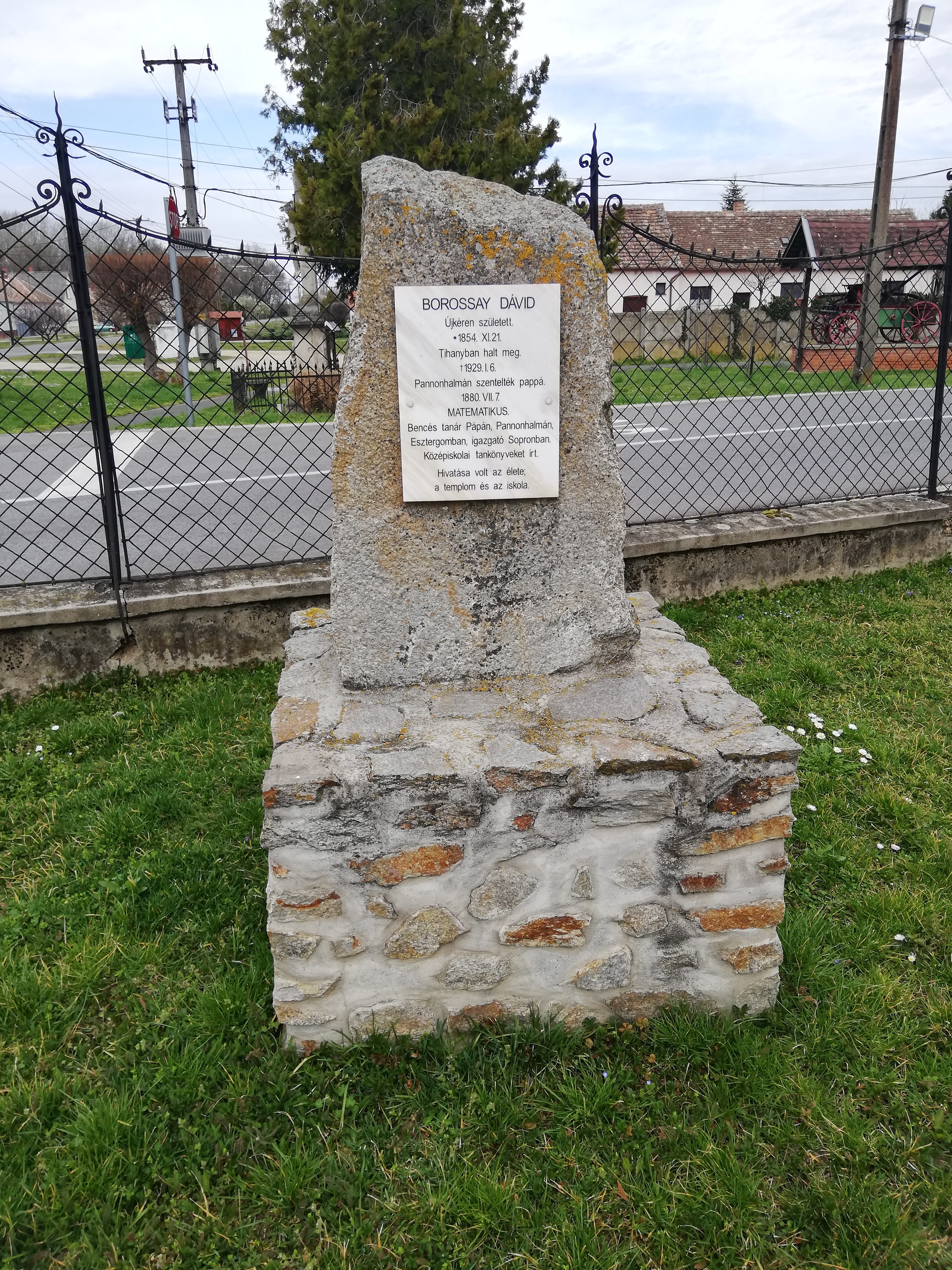
Borossay Dávid emléktáblája
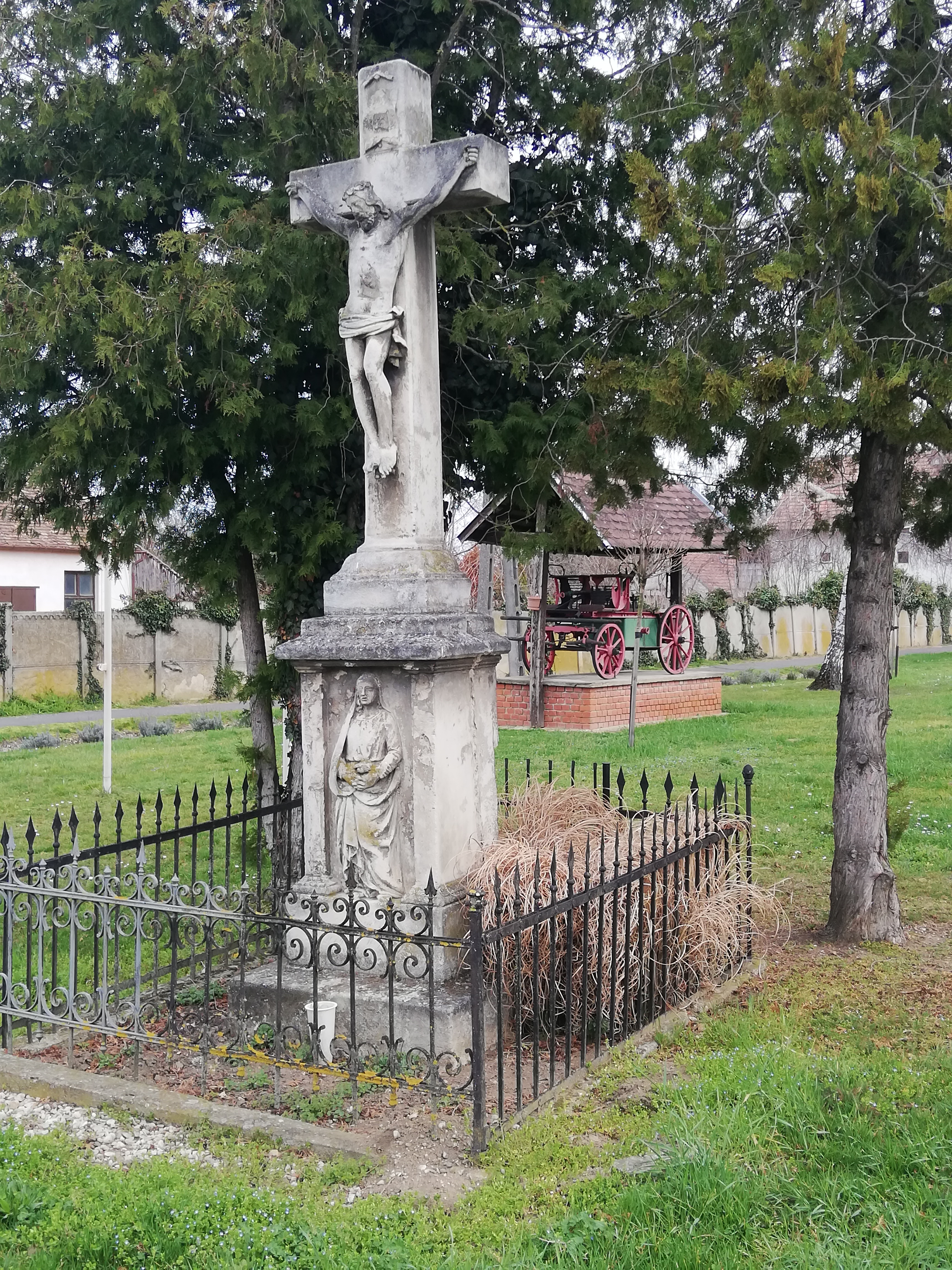
Kőkereszt Újkér központjában
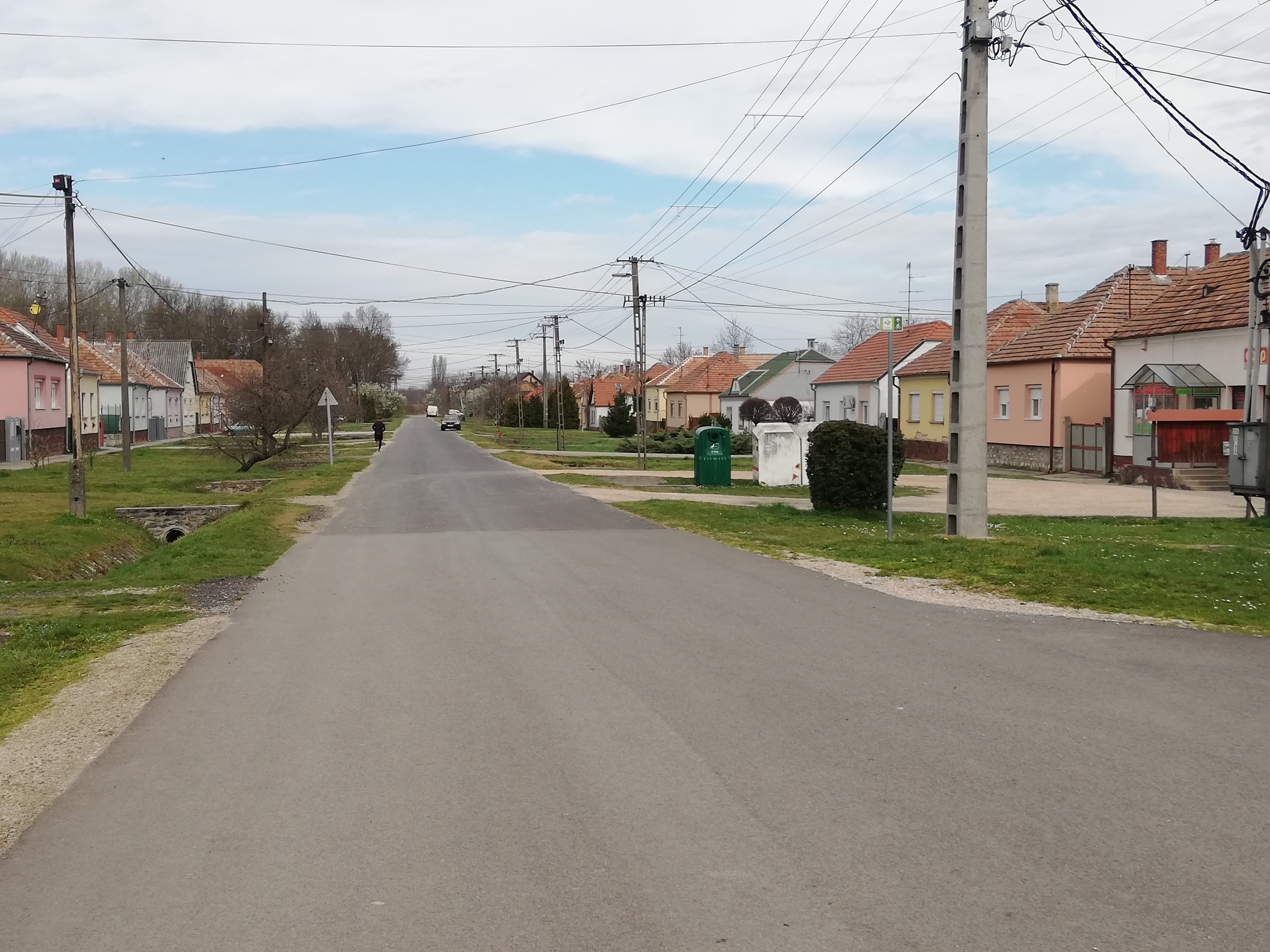
A főutca a templomtól észak felé nézve